# Pontos (mytologi)

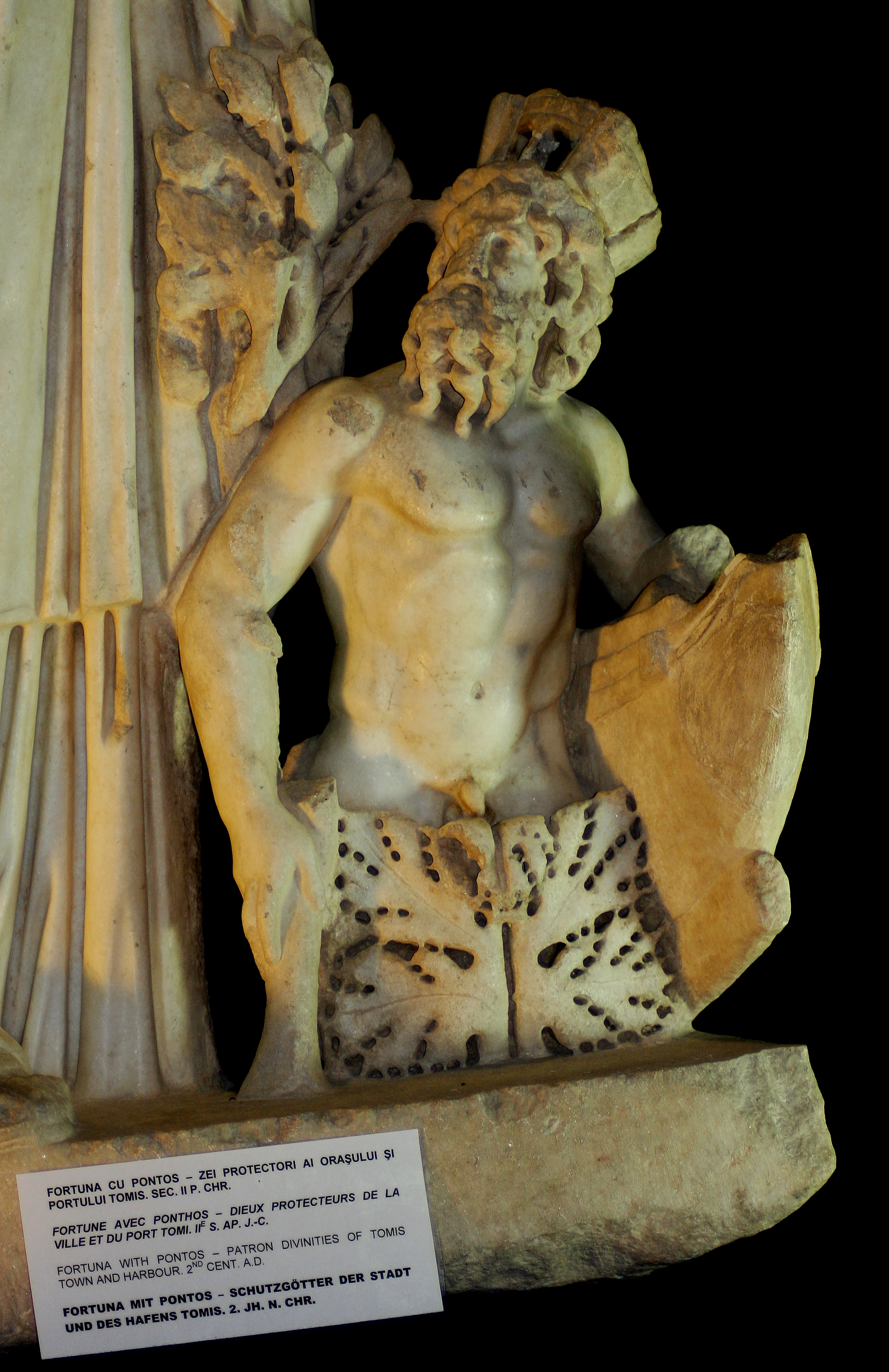
Pontos

Pontos avbildad på en antik romersk mosaik i Tunisien

Pontos (grek. Ποντος) var en havsgudomlighet i den grekiska mytologin. Pontos var en av universums första varelser och han förkroppsligade själva havet. Pontos var son till antingen enbart Gaia (Jorden) eller till Gaia och Aither (Luften).
Pontos gemål var Thalassa, ett annat havsväsen, och genom henne blev han far till havets alla fiskar. Han hade dessutom ett antal barn med sin mor Gaia.

## Havets barn
Med Gaia: 
- Nereus
- Thaumas
- Phorkys
- Keto
- Eurybia
- Aigaios

Med Thalassa:
- Havets fiskar.

## Osäkra föräldraskap
Ett klassiskt problem i den grekiska mytologin är föräldraskap. Det finns ofta lika många olika föräldrar som det finns versioner av myterna och vissa karaktärer kan därför ha flera möjliga föräldrar. Följande mytologiska figurer kan Pontos vara far till:
- Telchinerna